# Camponotus flavocassis
Camponotus flavocassis é uma espécie de inseto do gênero Camponotus, pertencente à família Formicidae.